# Bengt Rosengren
Bengt Rosengren, född 24 november 1958, är en svensk oboist, som även undervisar på sitt instrument. 
Han är utbildad vid Kungliga Musikhögskolan och är sedan 1993 solooboist vid Sveriges Radios symfoniorkester. Sedan 2001 undervisar han vid Kungliga Musikhögskolan.
Bengt Rosengren har framträtt som solist i grammofoninspelningar av orkesterverk samt kammarmusik.